# Scopula elisabetharia
Scopula elisabetharia là một loài bướm đêm trong họ Geometridae.